# Гершель (кратер, Місяць)
5°41′ пд. ш. 2°05′ зх. д. / 5.69° пд. ш. 2.09° зх. д.
Гершель — ударний кратер на Місяці, розташований північніше від кратера Птолемей. Його діаметр становить 39 км. Названий на честь британського астронома Вільяма Гершеля.

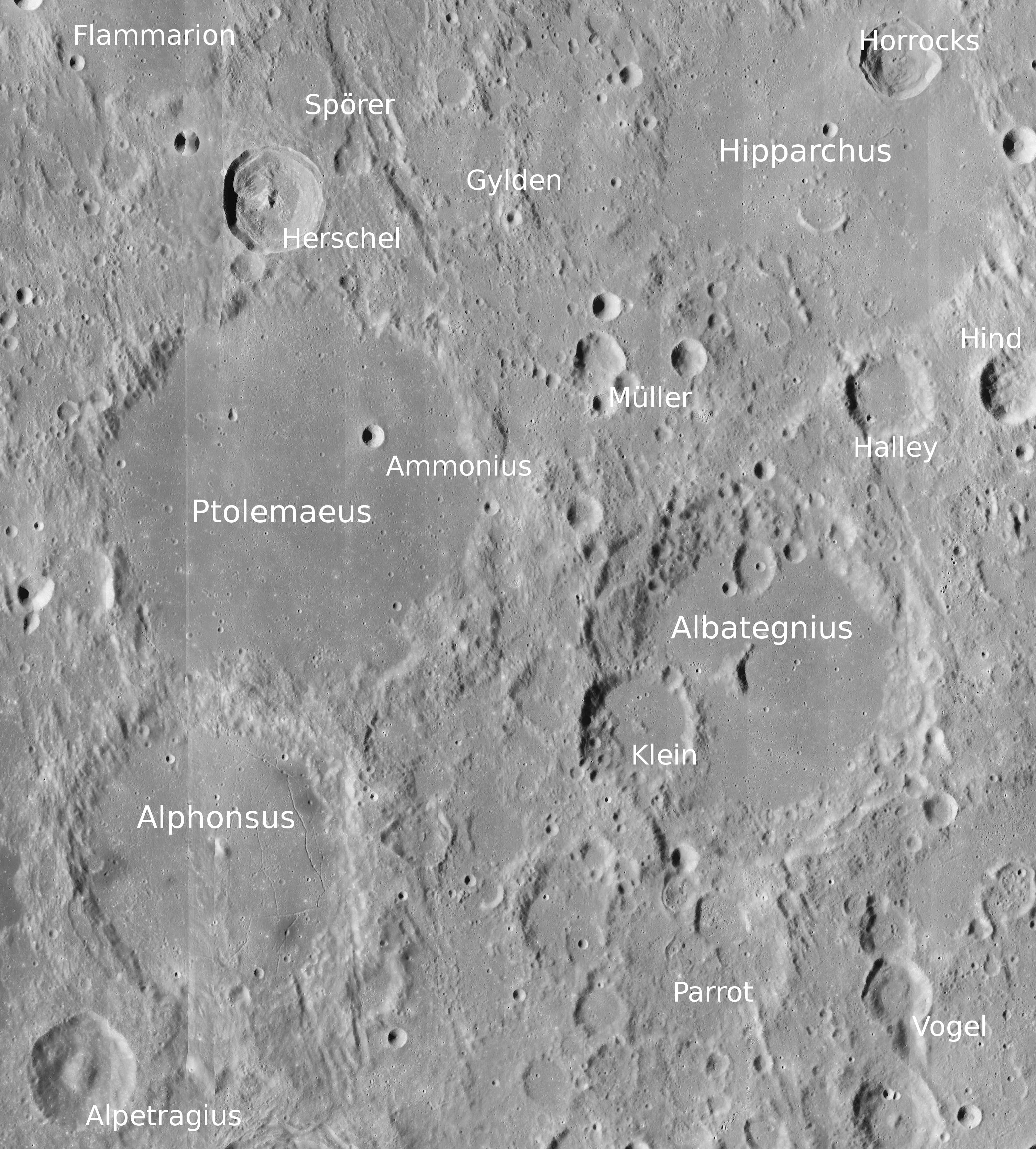
Розташування кратера Гершель поруч з сусідніми кратерами

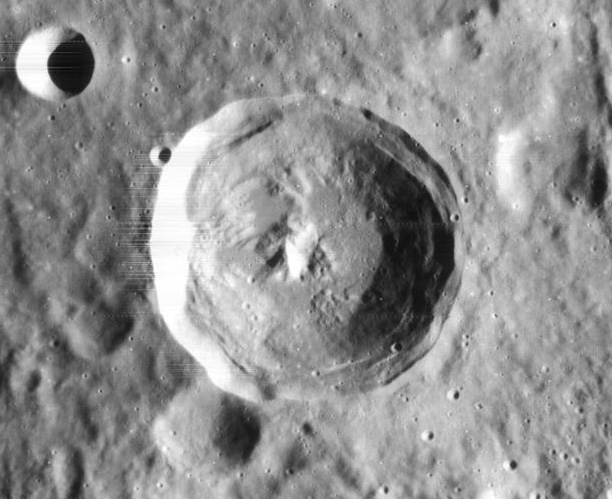
Зображення Гершеля з Lunar Orbiter 4

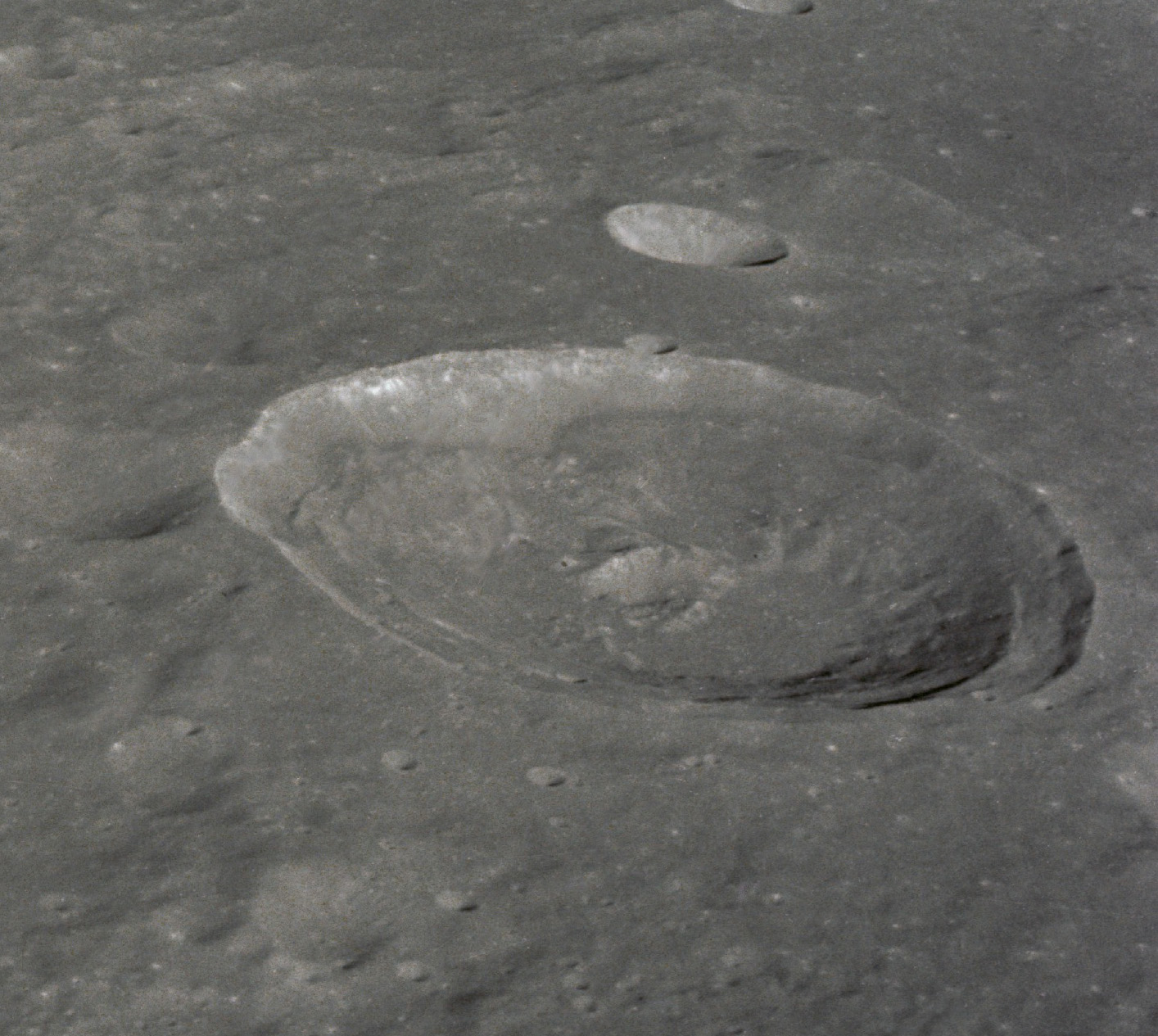
Косе зображення Гершеля з Аполлона 12

Трохи на північ знаходиться кратер Шпорер, а близько за 30 км східніше лежить зруйнований кратер Гюльден. Приблизно в діаметрі кратера на північний захід (35 км) розташована огороджена рівнина Фламмаріон уздовж південного краю Синус Меді.
Вал цього кратера, як правило, згладжений, хоча західна сторона пряма. Він має чітко виражений край, який не суттєво потертий, а внутрішні стіни терасовані. На чорному внутрішньому дні є помітне центральне підвищення. Цей пік трохи зміщений на захід від середини кратера. Невеликий кратер Гершель G прикріплений до південно-південно-західного краю, а інший крихітний кратер лежить поперек південного краю.